# Liste der Stolpersteine im Komitat Baranya

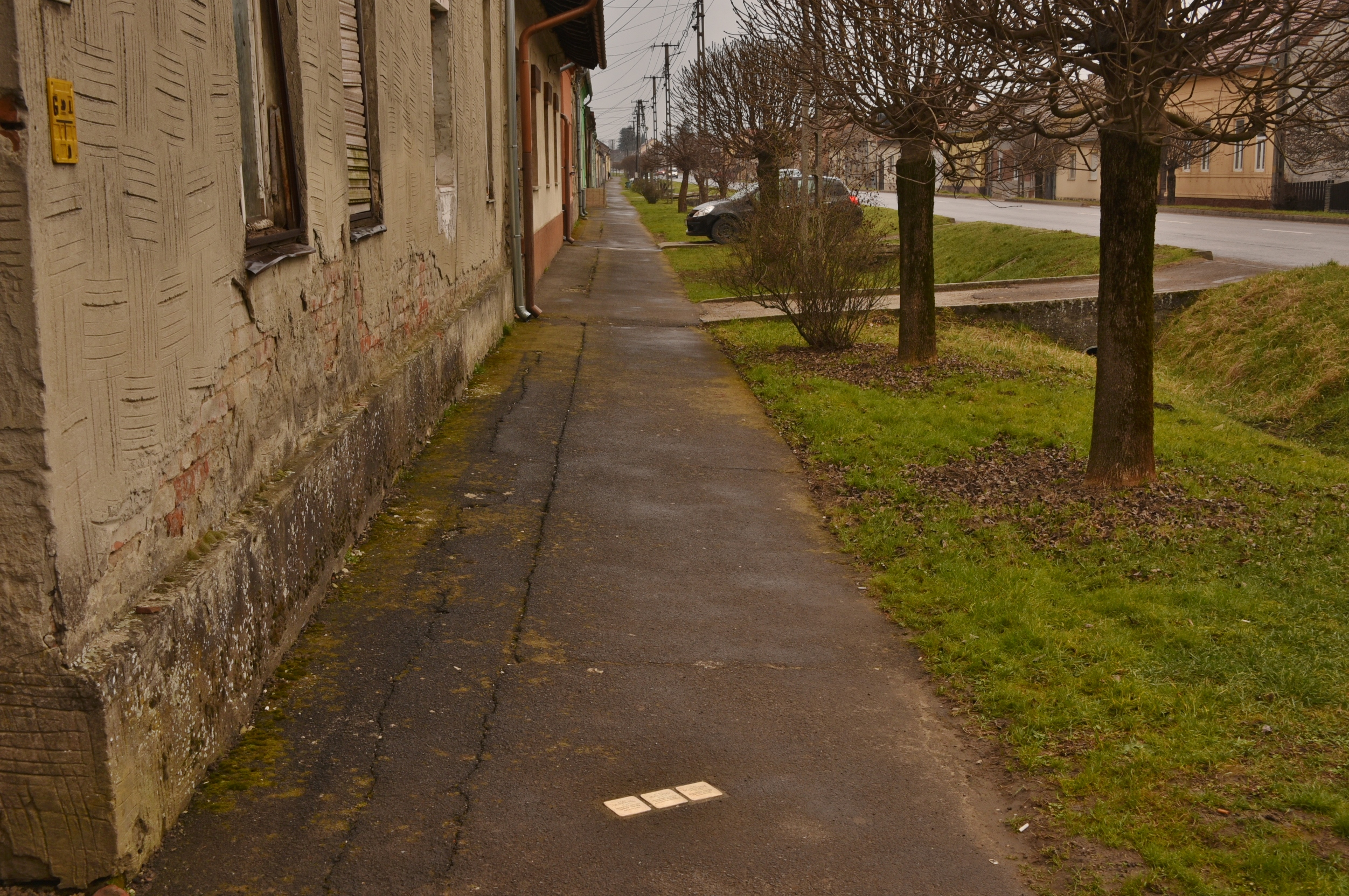
Stolpersteine in Sellye

Die Liste der Stolpersteine im Komitat Baranya enthält die Stolpersteine, die im Komitat Baranya im Süden Ungarns verlegt wurden. Stolpersteine erinnern an das Schicksal der Menschen, welche von den Nationalsozialisten ermordet, deportiert, vertrieben oder in den Suizid getrieben wurden. Die Stolpersteine wurden von Gunter Demnig verlegt und liegen im Regelfall vor dem letzten selbstgewählten Wohnsitz des Opfers. Stolpersteine heißen auf Ungarisch Botlatókő. Die ersten Verlegungen in diesem Komitat fanden am 30. August 2007 in Pécs statt.
Die ungarische Namensschreibung setzt den Familiennamen stets an die erste Stelle.

## Verlegte Stolpersteine

### Magyarmecske
In Magyarmecske wurden bisher zwei Stolpersteine verlegt.
| Stolperstein | Übersetzung                                                     | Verlegeort                  | Name, Leben |
| ------------ | --------------------------------------------------------------- | --------------------------- | ----------- |
|              | HIER WOHNTE ÉVA BÁDER JG. 1939 STARB 1944 IN AUSCHWITZ-BIRKENAU | Petőfi utca 96 Magyarmecske | Èva Báder   |
|              | HIER WOHNTE LÍVIA NEY JG. 1924 STARB 1944 IN AUSCHWITZ-BIRKENAU | Petőfi utca 80 Magyarmecske | Lívia Ney   |

### Pécs
In Pécs wurden bisher dreizehn Stolpersteine verlegt.
| Stolperstein | Übersetzung | Verlegeort           | Name, Leben                                     |
| ------------ | --- | -------------------- | ----------------------------------------------- |
|              | HIER WOHNTE JENŐ BÖHM JG. 1886 4. JULI 1944 DEPORTIERT NACH AUSCHWITZ ERMORDET                                         | Munkácsy Mihály u. 4 | Jenő Böhm                                       |
|              | HIER WOHNTE FRANCISKA LÉNÁRT JG. 1895 4. JULI 1944 DEPORTIERT NACH AUSCHWITZ ERMORDET                                  | Papnövelde u. 10     | Franciska Lénárt                                |
|              | HIER WOHNTE KÁROLY-KOJA PETROVICS JG. 1918 1944 DEPORTIERT NACH DACHAU ERMORDET                                        | Szigeti ut 35        | Károly-Koja Petrovics                           |
|              | HIER WOHNTE MIHÁLY-MILÁN PETROVICS JG. 1923 1944 DEPORTIERT NACH DACHAU ERMORDET                                       | Szigeti ut 35        | Mihály-Milán Petrovics                          |
|              | HIER WOHNTE SÁNDOR-TUBA PETROVICS JG. 1899 1944 DEPORTIERT NACH DACHAU ERMORDET                                        | Szigeti ut 35        | Sándor-Tuba Petrovics                           |
|              | HIER WOHNTE JUDIT RODER JG. 1921 DEPORTIERT 1944 NACH AUSCHWITZ ERMORDET                                               | Anna ut 22           | Judit Roder                                     |
|              | HIER WOHNTE MÁRIA-MARIS SÁRKÖZI JG. ? 1944 WÄHREND DER DEPORTATION ERSCHOSSEN                                          | Szigeti ut 35        | Mária-Maris Sárközi                             |
|              | HIER WOHNTE ÉVA ÁGNES SOMMER JG. 1935 DEPORTIERT 1944 ERMORDET IN AUSCHWITZ                                            | Szent Mór Utca 12    | Éva Ágnes Sommer                                |
|              | HIER WOHNTE GYÖRGY SOMMER JG. 1933 DEPORTIERT 1944 ERMORDET IN AUSCHWITZ                                               | Szent Mór Utca 12    | György Sommer                                   |
|              | HIER WOHNTE KÁROLY STARK JG. 1887 4. JULI 1944 DEPORTIERT NACH AUSCHWITZ ERMORDET                                      | Lánc utca 6          | Károly Stark                                    |
|              | HIER WOHNTE ÉVIKE WALLENSTEIN GEB. 1941 DEPORTIERT 4.7.1944 ERMORDET JULI 1944 IN AUSCHWITZ                            | Fürdő utca 1 Pécs    | Évike Wallenstein (1941–1944)                   |
|              | HIER WOHNTE IVÁN WALLENSTEIN GEB. 1928 DEPORTIERT 4.7.1944 NACH AUSCHWITZ ERMORDET                                     | Fürdő utca 1 Pécs    | Iván Wallenstein (1928–1944)                    |
|              | HIER WOHNTE DIE FRAU DES ÉVIKE WEISZENSTEIN SALI KELLNER GEB. 1941 DEPORTIERT 4.7.1944 ERMORDET JULI 1944 IN AUSCHWITZ | Fürdő utca 1 Pécs    | Sali Weiszenstein, geborene Kellner (1941–1944) |

### Sellye
In Sellye wurden drei Stolpersteine an einer Adresse verlegt.
| Stolperstein | Übersetzung                                                                                              | Verlegeort                 | Name, Leben                |
| ------------ | --- | -------------------------- | -------------------------- |
|              | HIER WOHNTE GYÖRGY RÓZSA JG. 1922 DEPORTIERT 1944 ERMORDET 1944 IN MAUTHAUSEN-GUSEN                      | Mátyás király út 12 Sellye | György Rózsa               |
|              | HIER WOHNTE DIE FRAU DES DR. PÁL RÓZSA GEB. BERTA WIRTH JG. 1888 DEPORTIERT 1944 ERMORDET 1944 AUSCHWITZ | Mátyás király út 12 Sellye | Berta Rózsa geborene Wirth |
|              | HIER WOHNTE DR. PÁL RÓZSA JG. 1882 DEPORTIERT 1944 ERMORDET 1944 AUSCHWITZ                               | Mátyás király út 12 Sellye | Dr. Pál Rózsa              |

## Verlegedaten
Die Stolpersteine in diesem Komitat wurden von Gunter Demnig persönlich an folgenden Tagen verlegt:
- 30. August 2007: Pécs
- 21. September 2014: Magyarmecske, Pécs
- 16. September 2019: Sellye
- April 2022: Pécs (Fürdő utca 1)